# 金長神社
金長神社（きんちょうじんじゃ）は、徳島県小松島市中田町にある神社。祭神は金長大明神。大映社長永田雅一（旧・新興キネマ株式會社）が『阿波狸合戦 (映画)』成功の礼に寄付した資金を主として1956年（昭和31年）に建てられた。宗教法人ではない。

## 概要
伝説上の阿波狸合戦で落命した金長狸を祀った神社である。金長の死後、染物屋の茂右衛門（現梅山家）が金長大明神として手厚く弔い、金長は江戸時代後期の弘化5年（1848年）正一位に上った。
長らく梅山家の屋敷神社として祀られていたが、1956年（昭和31年）、小松島市の観光産業を盛り上げる為、商売繁盛、開運の神としてこの地に勧請された。
なお、当神社の北側にある芝山山上の日峰神社には境内社として、金長神社本宮がある。この神社は、1939年（昭和14年）に新興キネマが作製した映画「阿波狸合戦」のヒットにより会社が持ち直したので、金長への感謝より萬野只七の主唱により俳優らの寄進で同年に建立された。
小松島市民運動場に隣接しており、周囲には桜が植えられ春には花見客で賑わう。
2019年（平成31年）より御朱印が授与されるようになるが、通常は地蔵寺で、限定は特定日のみ神社で授与される。

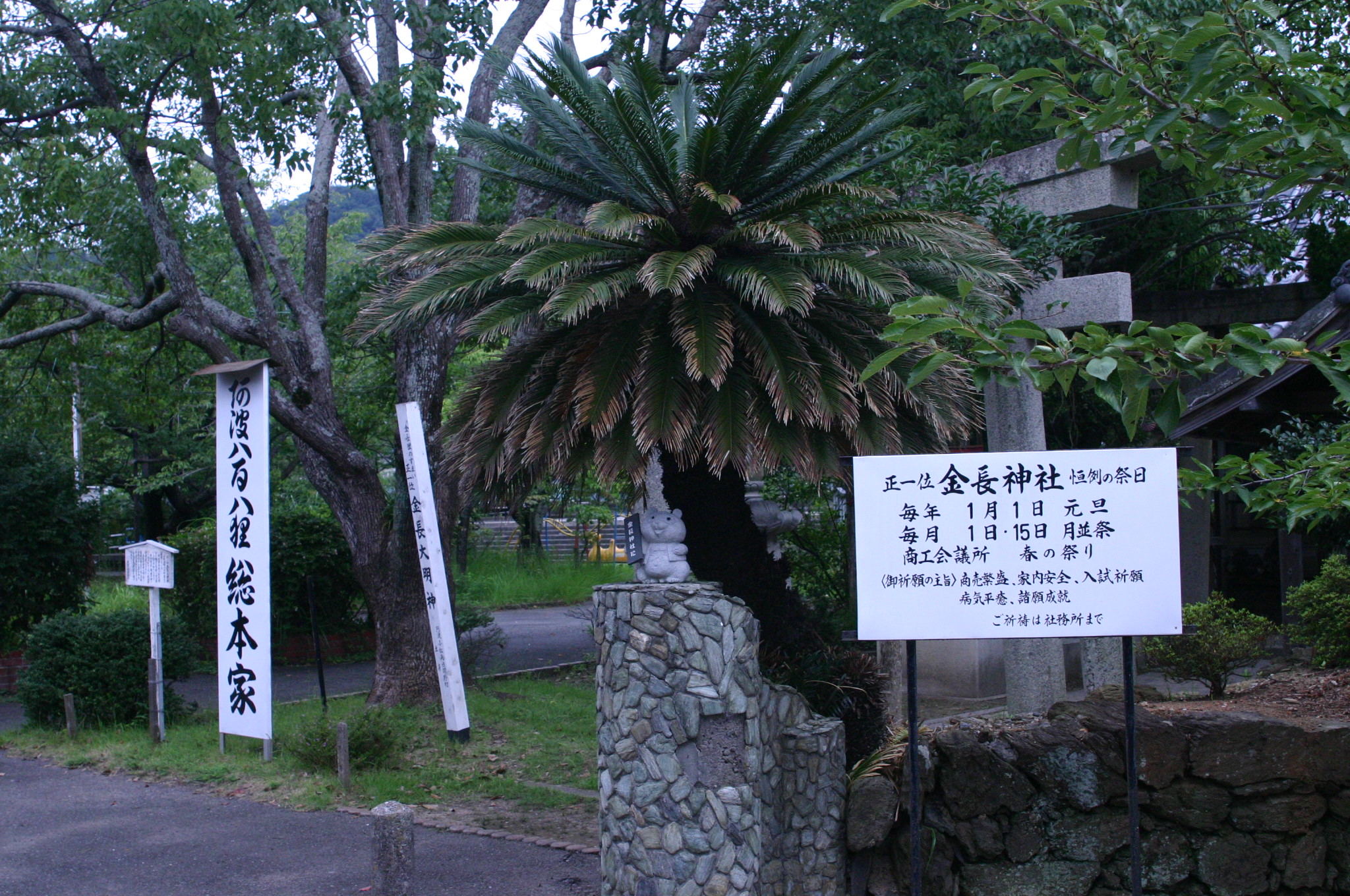
本殿近景
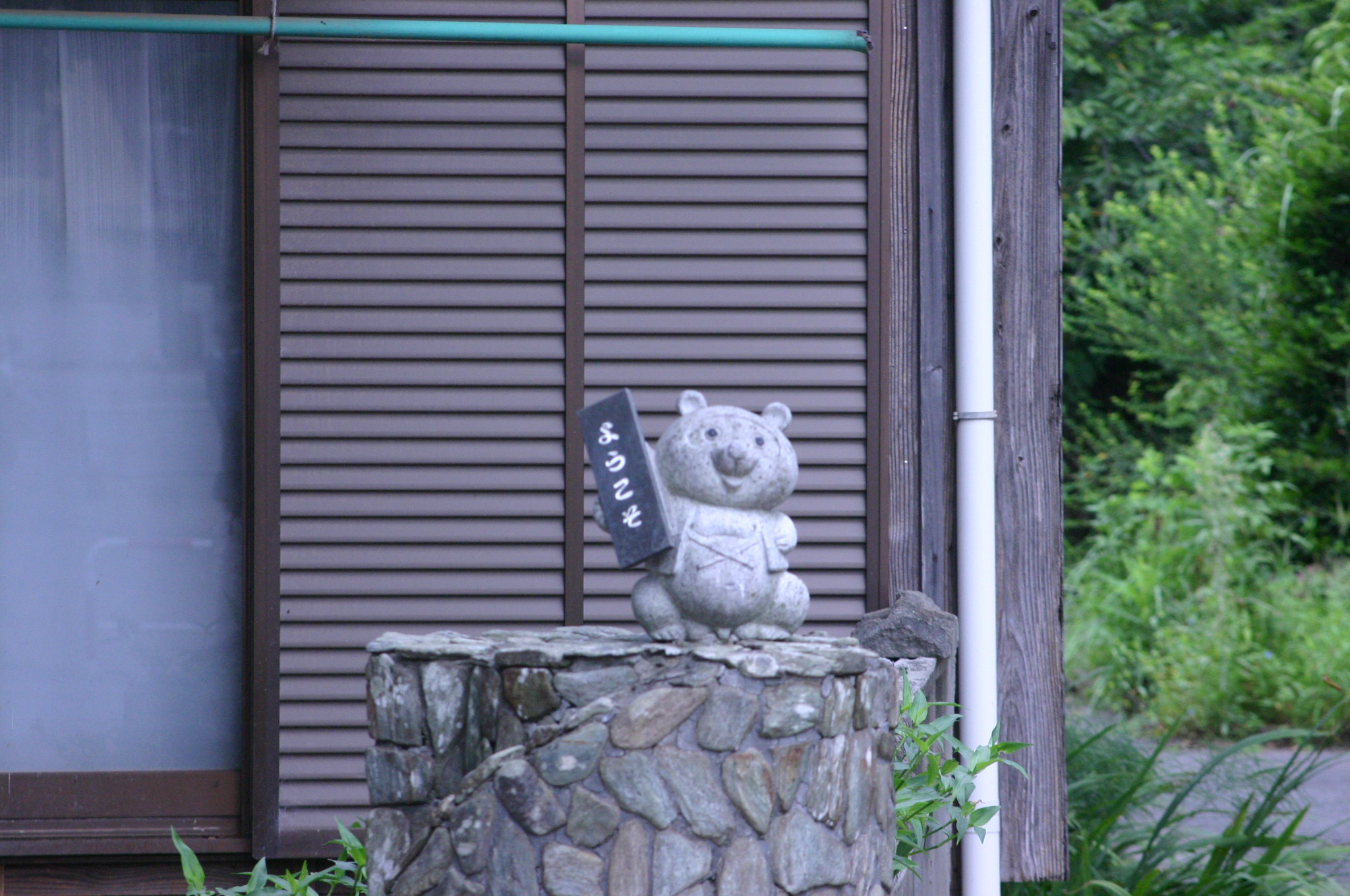
鳥居前のお出迎え狸
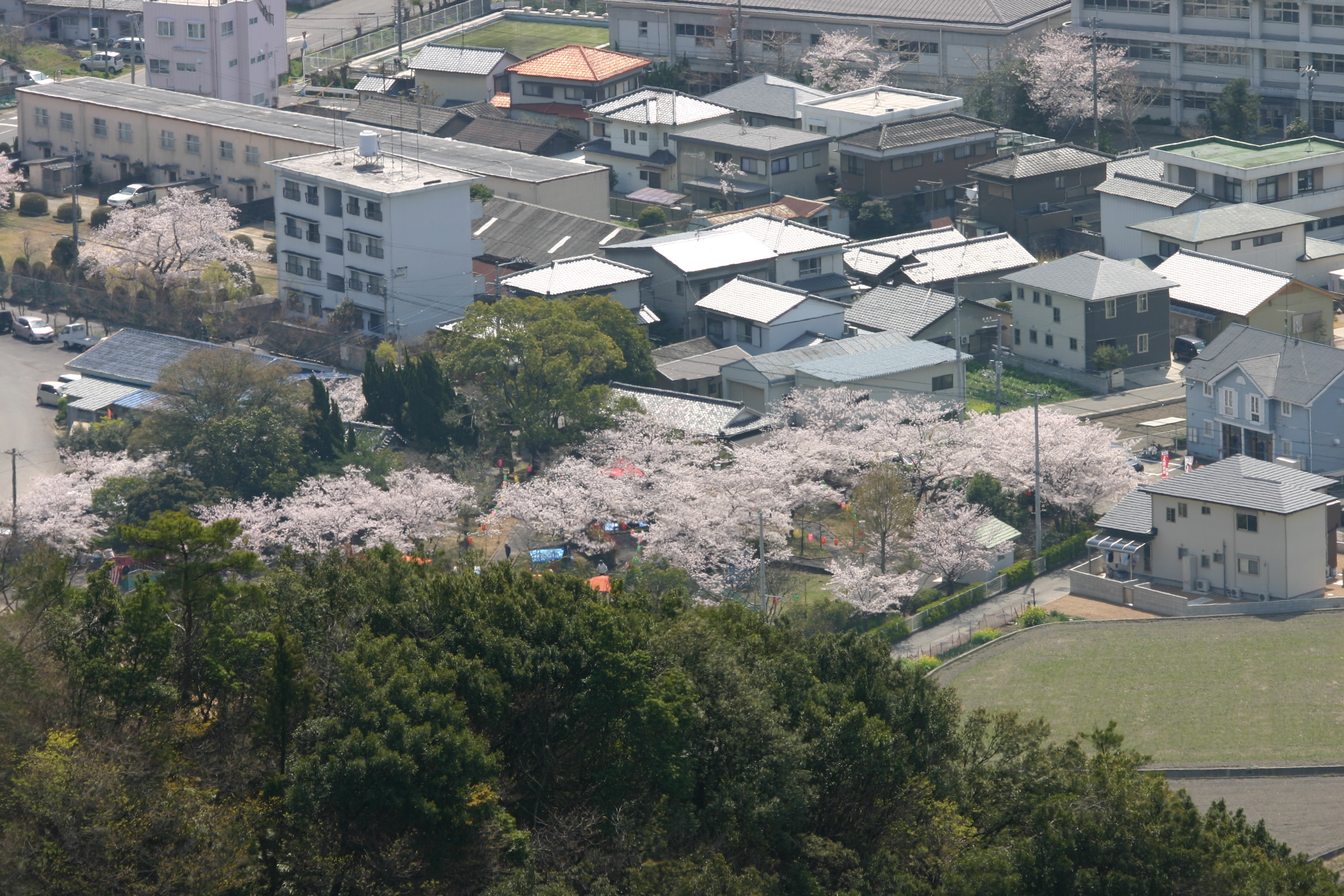
日峰山山頂から望む（春）

## 取り壊しの危機
徳島県小松島市の防災公園建設計画によって、本神社の取り壊しが検討されている。
市の計画に対する危機感から、2018年（平成30年）2月に地元では「金長神社を守る会」が結成され、署名や境内の掃除など保存に向けた活動を行っている。

## コラボレーション
ついなちゃん
日本鬼子のライバルとして生み出された宗教研究・町おこし用の萌えキャラクター。声は門脇舞以。2018年（平成30年）5月25日、「金長神社を守る会」を応援するためにコラボレーション企画としてCMを公表。
その後も署名活動などに協力しており、2019年（平成31年）より授与される限定御朱印には、金長神社を舞台とした『鬼っ子ハンターついなちゃん』のドラマCD「金長神社を救え! 当世・阿波狸合戦!!の巻 前編・後編」が付与された。

## アクセス
県道小松島港線から徳島赤十字病院から約300m北へ行き、右折し東へ約50m。